# Kronrost
Kronrost orsakas av Puccinia coronata, en svampart som beskrevs av Corda 1837. Puccinia coronata ingår i släktet Puccinia och familjen Pucciniaceae.  Arten är reproducerande i Sverige. Utöver nominatformen finns också underarten eller rasen avenae. Denna underart angriper havre. 
Det finns flera andra raser som kan angripa olika gräs som till exempel festucae som kan angripa festuca där bland annat ängssvingel ingår och lolii som kan angripa lolium där exempelvis engelskt rajgräs ingår.Kronrost har flera sportyper under sin livscykel som till exempel sommarsporer och vintersporer. Den har både sexuell och asexuell förökning.  Den är värdväxlande vilket innebär att svampen har flera olika värdväxter under sin livscykel.   

## Symptom, skadebild och spridning
Av de svenska stråsädesslagen är det enbart havre som drabbas av kronrost. Sjukdomen utvecklas oftast efter midsommar vilket innebär att havre som mognar sent angrips i större utsträckning. Angreppens styrka kan variera mellan åren. Angrepp förekommer främst i mellansverige och på platser med mycket getapel (Rhamnus cathartica) som är mellanvärd för svampen. De underarter som angriper festuca och lolium har brakved som mellanvärd. Mottagligheten av svampen hos olika arter och även av olika sorter inom arterna kan variera kraftigt.
Infektion av kronrost syns under sensommaren som mindre orangegula fläckar på bladen. Dessa fläckar kan vid kraftiga angrepp flyta samman och bilda större fläckar. Vid kraftiga angrepp kan bladet snabbt gulna och sedan vissna.    
Kronrost kan endast utvecklas och överleva på levande värdplantor. Detta innebär att svampen är biotrof. Spridning sker i huvudsak genom vindspridning. Utveckling av kronrost gynnas av fuktiga blad och av kraftiga bestånd med god tillgång av vatten och kväve. Beroende av temperaturen kan latensperioden, tiden från det att inokulering sker tills att den infekterade plantan kan smitta andra variera med kortare latensperiod vid högre temperatur. Optimala förhållande för utveckling av kronrost är fuktiga blad i kombination med en temperatur på 10–25°C.       

## Livscykel hosPuccinia coronata-avenae
Urdeosporer (sommarsporer) uppträder i huvudsak på bladskivorna hos havre men även bladslidor och blomdelar kan angripas. Beroende på hur mottaglig plantan är kan utseendet på det angripna området variera. På känsliga havresorter bildas orangegula sporsamlingar så kallade pustlar med klorotisk eller nekrotisk vävnad omkring sig som kan vara upp till 5mm långa. Hos mindre känsliga sorter blir sporsamlingarna mindre och kan upplevas som små orangegula fläckar. Urdeosporerna kan föröka sig klonalt och på så sätt sprida sig till fler havreplantor. Detta är den asexuella förökningen hos svampen. Runt urdeosporsamlingen bildas under hösten en ring av teliosporer. Dessa har en mörkbrun eller svartfärg och kan vara täckta av epidermis. Teliosporerna är svampens övervintrande form. Dessa kan övervintra på skörderester från havren. I teliosporerna bildas efter vintern basidier som i sin tur sprider basidiesporer som infekterar getapel under våren. På getapeln uppträder spermogon som runda organegula strukturer på bladets ovansida.  Här sker svampens sexuella förökning. På undersidan av bladet, under spermogonen syns efter en tid aecidiet i form av "skålar" med en orangegul färg. Aecidesporer sprids sedan och infekterar havre och bildar där urdeosporer och cykeln upprepar sedan sig.      

## Bekämpning och åtgärder
Utveckling av kronrost på havre sker sent och därav är en motåtgärd att sträva efter tidig mognad hos odlad havre då dessa angrips i mindre utsträckning.
Riktvärde för bekämpning är begynnande angrepp. Detta innebär att kemiskbekämpning med fungicider rekommenderas i havre så fort svampen upptäcks i fältet. Utvecklingsstadium för bekämpning är DC 55-69. Det finns sorter med större och lägre mottaglighet för svampen. Detta innebär att om havreodlingen bedrivs på en plats med mycket getapel finns det alternativ som är mer och mindre känsliga för angrepp. 
I fröodling av Engelskt rajgräs kan det vara aktuellt att bekämpa kemiskt mot kronrost. I Danmark är bekämpningströsklen 10% angripna plantor. Andra åtgärder för att bekämpa svampen kan vara att putsa ned infekterade plantor.
Svampen är beroende av sin mellanvärd brakved eller getapel för att kunna genomgå den sexuella förökningen. Därav kan det vara aktuellt att ta bort dessa. Detta kan dock stå i konflikt med det globala målet om biologisk mångfald om det görs i stor utsträckning.

## Bilder

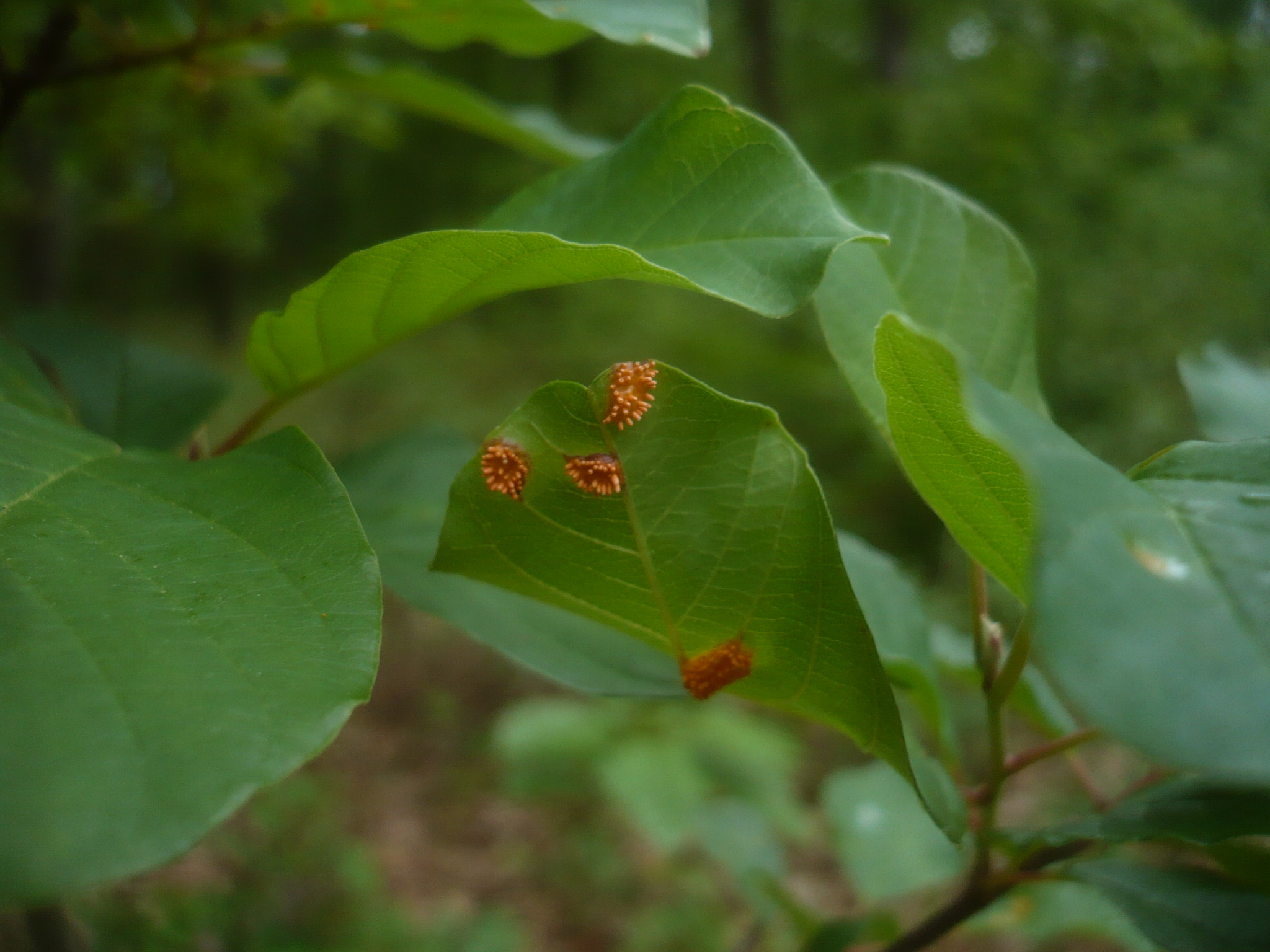
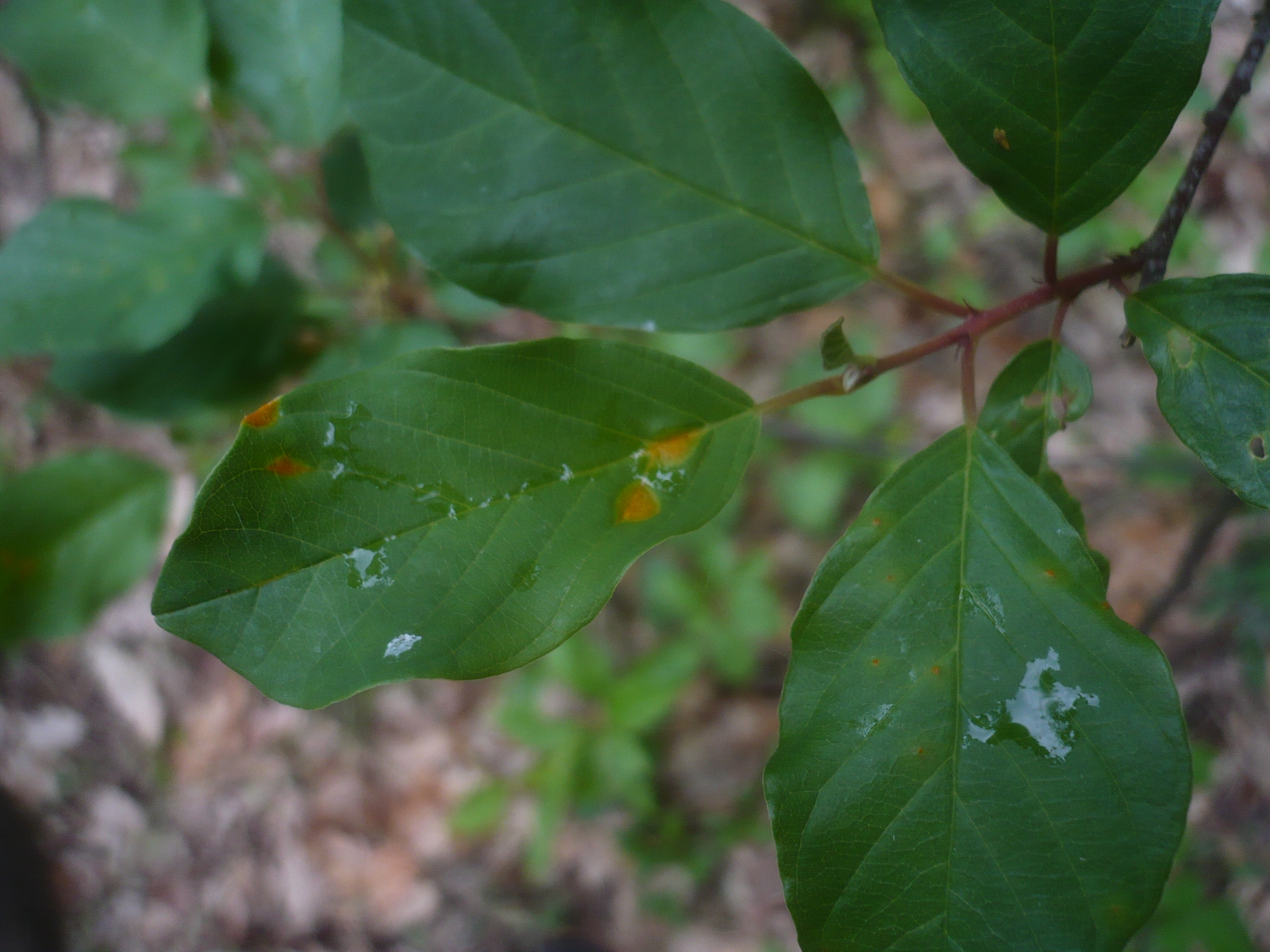
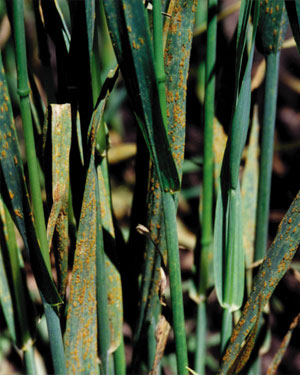